# 特雷布加斯特巴德湖

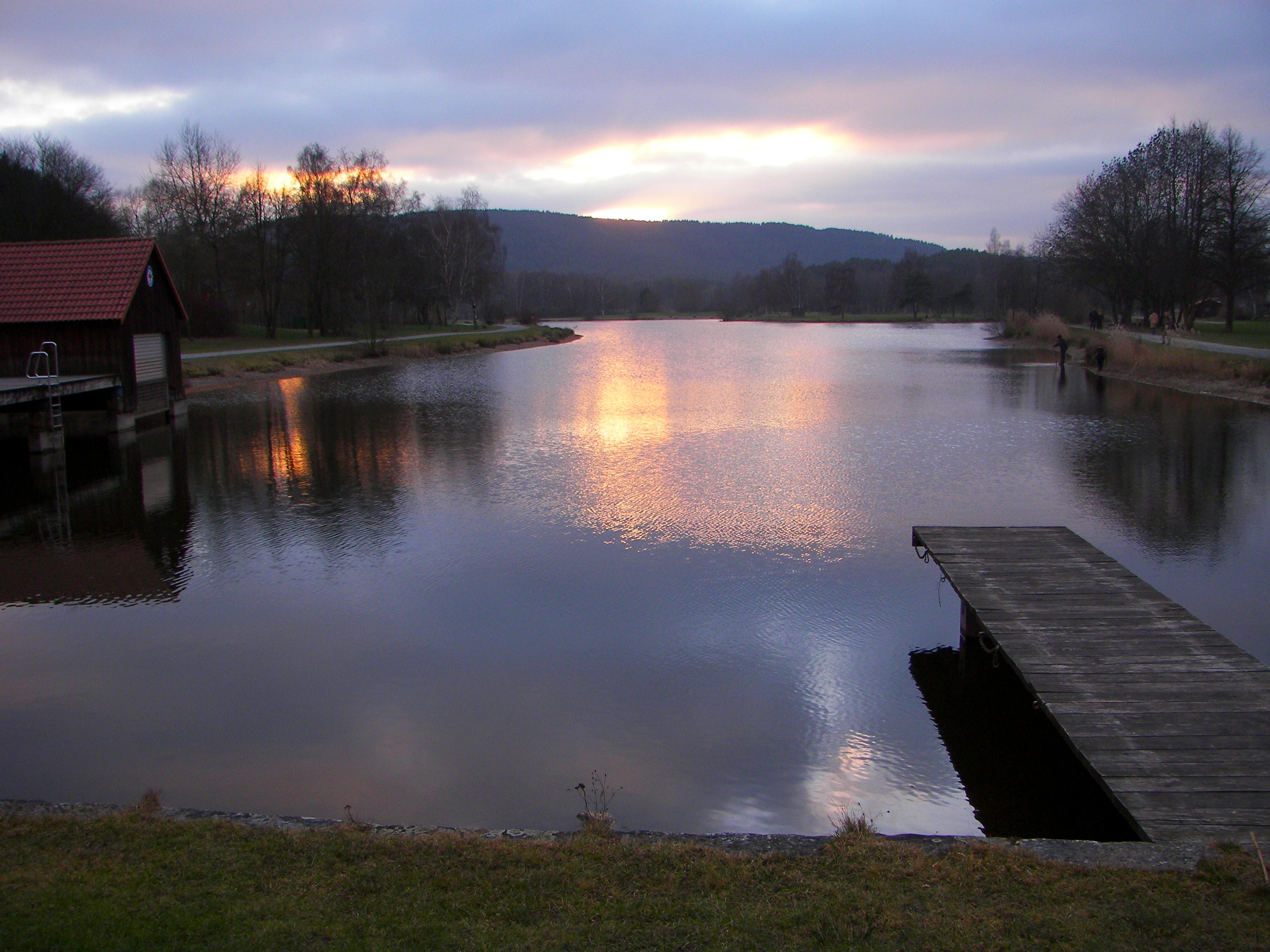

50°03′22″N 11°32′26″E / 50.05621°N 11.540439°E
特雷布加斯特巴德湖（德語：Trebgaster Badesee），是德國的人工湖泊，位於該國東南部，由巴伐利亞州負責管轄，處於特雷布加斯特，長0.7公里、寬0.2公里，面積0.07平方公里，平均水深3.5米，最大水深4.5米，水體容量17萬立方米。